# Didymopsis perexigua
Didymopsis perexigua är en svampart som beskrevs av Sacc. & Marchal 1885. Didymopsis perexigua ingår i släktet Didymopsis, divisionen sporsäcksvampar och riket svampar.   Inga underarter finns listade i Catalogue of Life.